# Грант (Ајова)
Грант (енгл. Grant) град је у америчкој савезној држави Ајова. По попису становништва из 2010. у њему је живело 92 становника.

## Демографија
Према попису становништва из 2010. у граду је живело 92 становника, што је -10 (-9.8%) становника више него 2000. године.
| Група             | 2000.      | 2010.       |
| Белци             | 99 (97,1%) | 92 (100.0%) |
| Афроамериканци    | 1 (1,0%)   | 0 (0,0%)    |
| Азијати           | 0 (0,0%)   | 0 (0,0%)    |
| Хиспаноамериканци | 0 (0,0%)   | 0 (0,0%)    |
| Укупно            | 102        | 92          |